# Januar 2025
Portal Geschichte | Portal Biografien | Aktuelle Ereignisse | Jahreskalender | Tagesartikel

◄ |
20. Jahrhundert |
21. Jahrhundert

◄ |
1990er |
2000er |
2010er |
2020er
| 2030er | 2040er

◄ |
2021 |
2022 |
2023 |
2024 |
2025
| 2026 | 2027 | 2028 | 2029 | ►

◄ |
Oktober 2024 |
November 2024 |
Dezember 2024 |
Januar 2025 |
Februar 2025 |
März 2025 |
April 2025 |
►
Dieser Artikel behandelt tagesbezogene Nachrichten und Ereignisse im Januar 2025. Eine Artikelübersicht zu thematischen „Dauerbrennern“ und zu länger andauernden Veranstaltungen findet sich auf der Seite zu den laufenden Ereignissen.

## Tagesgeschehen

### Mittwoch, 1. Januar 2025

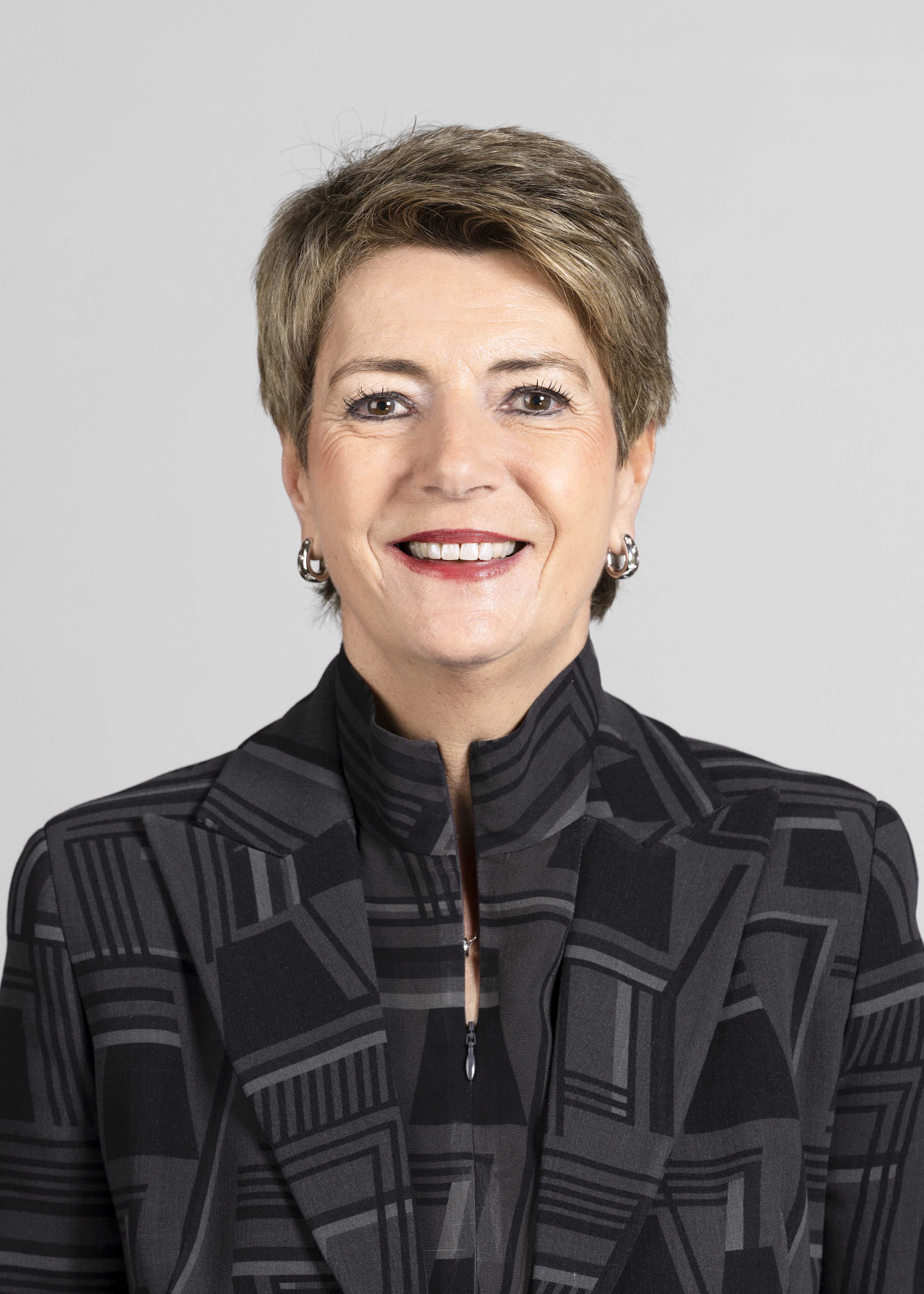
Die schweizerische Bundesrätin und Bundespräsidentin für das Jahr 2025: Karin Keller-Sutter

- Die schweizerische Bundesrätin und Bundespräsidentin für das Jahr 2025: Karin Keller-SutterNorwegen: Das Verkaufsverbot für sämtliche Neuwagen mit Verbrennungsmotor tritt in Kraft.
- Bulgarien/Rumänien: Die beiden EU-Staaten werden Vollmitglieder des Schengenraums.
- Liechtenstein: Die gleichgeschlechtliche Ehe wird legalisiert.[1]
- EU: Polen übernimmt im 1. Halbjahr 2025 den Vorsitz im Rat der Europäischen Union.
- Ottawa/Kanada: Kanada übernimmt von Italien den G7-Vorsitz.
- Wien/Österreich: Finnland folgt auf Malta im Vorsitz der OSZE.
- Bern/Schweiz: Karin Keller-Sutter übernimmt turnusgemäß das Amt der schweizerischen Bundespräsidentin.
- Wien/Österreich: Neujahrskonzert der Wiener Philharmoniker 2025
- Ukraine: Die Ukraine stoppt die Durchleitung von Erdgas aus Russland nach Europa (Transgas-Pipeline). Zu diesem Zeitpunkt endet der Transitvertrag, der wegen des Russisch-ukrainischen Gasstreits nicht verlängert worden ist.
- New Orleans/USA: Bei einem islamistisch motivierten Anschlag in New Orleans kommen 15 Menschen ums Leben.
- Cetinje/Montenegro: Bei einem Schusswaffenangriff sterben 12 Menschen. Der Täter richtete sich selbst.[2]

### Freitag, 3. Januar 2025
- Washington D.C./Vereinigte Staaten: Der 119. Kongress hat sich konstituiert.
- London/Vereinigtes Königreich: Letzter Tag der World Darts Championship

### Samstag, 4. Januar 2025
- Wien/Österreich: Der österreichische Bundeskanzler Karl Nehammer gibt seinen Rücktritt als Parteiobmann der ÖVP und als Kanzler bekannt.

### Sonntag, 5. Januar 2025
- Wien/Österreich: Der österreichische Außenminister Alexander Schallenberg wird nach dem Rücktritt von Karl Nehammer Leiter der Einstweiligen Bundesregierung Schallenberg und bleibt Bundeskanzler bis zum Antritt eines Nachfolgers.

- New York City/Vereinigte Staaten: Einführung einer Innenstadtmaut in Manhattan.
- Beverly Hills/Vereinigte Staaten: 82. Golden-Globe-Verleihung
- Australien: Letzter Tag des United Cups

### Montag, 6. Januar 2025
- Indonesien: Beitritt zur BRICS
- Bischofshofen/Österreich: Abschluss der Vierschanzentournee (seit 28. Dezember)
- Melbourne/Australien: Beginn der Australian Open 2025 (bis 26. Januar)
- Wien/Österreich: Der Parteiobmann der FPÖ, Herbert Kickl, erhält nach längerem Hin und Her den Regierungsbildungsauftrag von Bundespräsident Alexander Van der Bellen.

### Dienstag, 7. Januar 2025
- Tingri/Tibet: Ein Erdbeben der Stärke 6,8 erschüttert die Region um die Stadt Shigatse in der Nähe des Mount-Everest um 09:05 Uhr Ortszeit. Mindestens 126 Menschen sterben, mehr als 188 werden verletzt. Über 1000 Häuser werden zerstört.

### Mittwoch, 8. Januar 2025

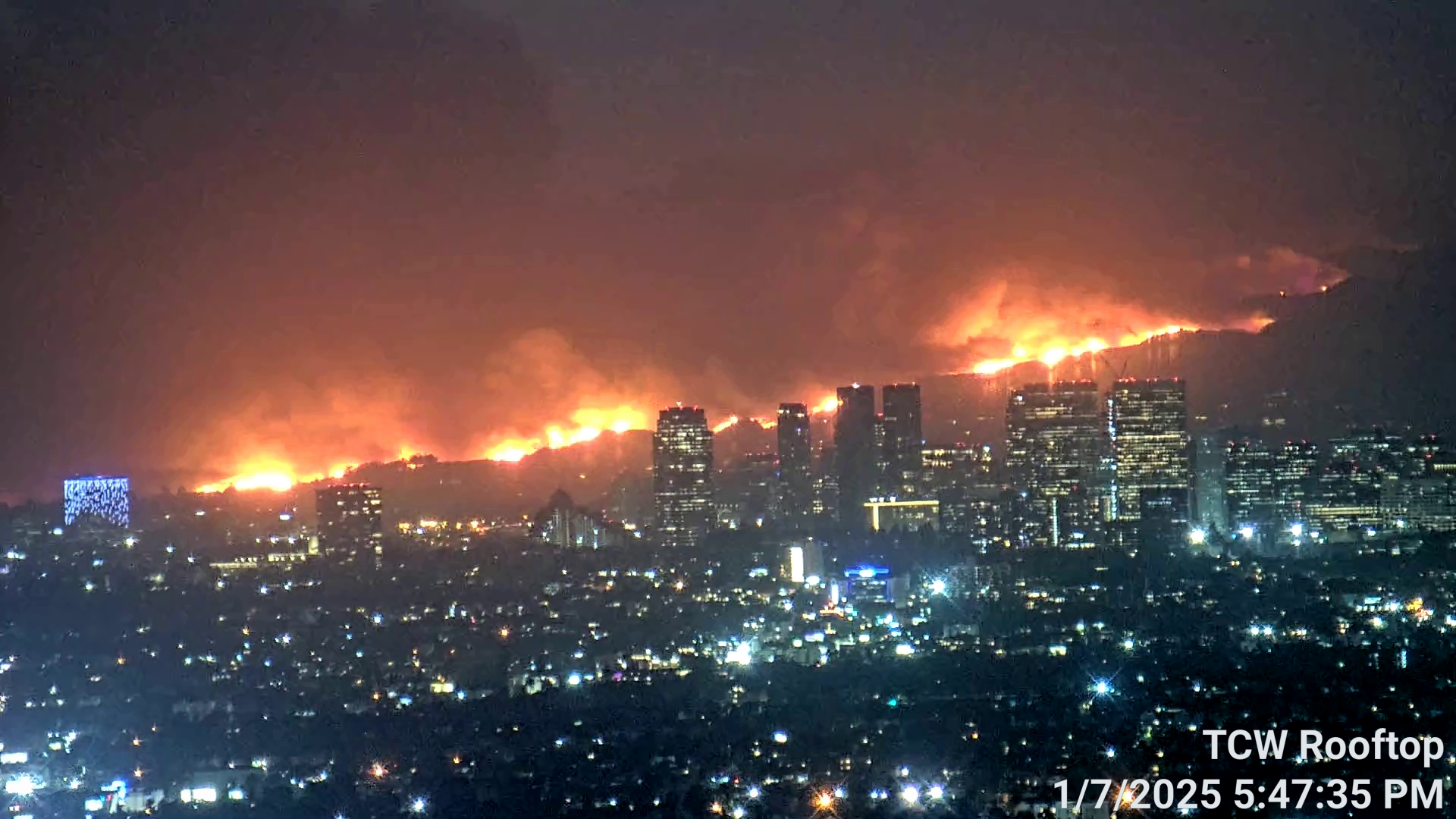
Waldbrände in Südkalifornien

- Waldbrände in SüdkalifornienLos Angeles/Vereinigte Staaten: Aufgrund mehrerer außer Kontrolle geratener großer und durch orkanartig starke Winde sich schnell ausbreitender Waldbrände im Raum Los Angeles (südliches Los Angeles County) sind rund 130.000 Einwohner von Evakuierungsanordnungen oder -warnungen betroffen. Der Stadtteil Pacific Palisades wurde komplett evakuiert. Es kommt zu massiven Stromausfällen. Kaliforniens Gouverneur Gavin Newsom rief für die Region den Notstand aus. US-Präsident Joe Biden erklärte formell das Bestehen einer „Katastrophe größeren Ausmaßes“ (Presidential Major Disaster Declaration), um rechtlich Bundeshilfen zu ermöglichen.[3][4][5] Siehe: Waldbrände in Südkalifornien im Januar 2025

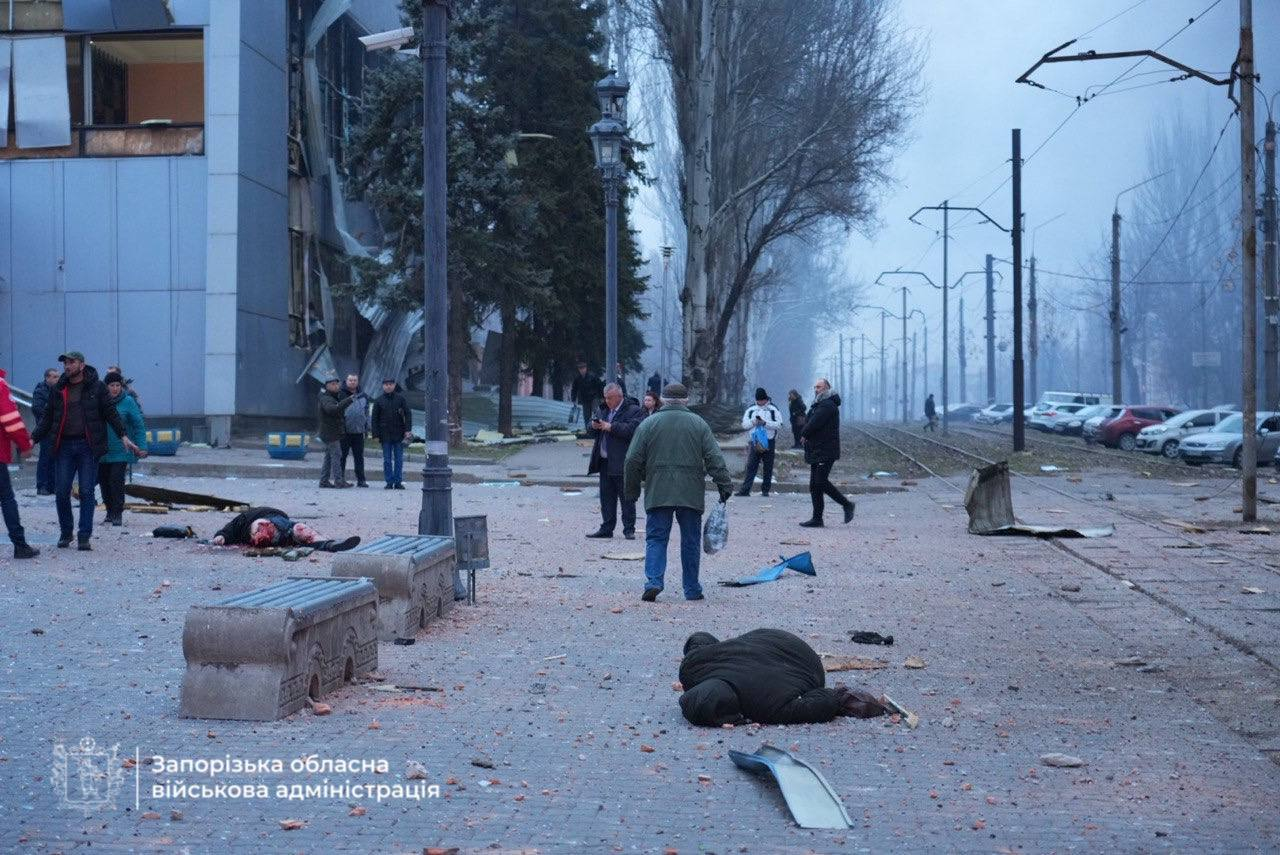
Ort des russischen Luftangriffs am 8. Januar in Saporischschja (Bildquelle: Staatsverwaltung Saporischschja)

- Ort des russischen Luftangriffs am 8. Januar in Saporischschja (Bildquelle: Staatsverwaltung Saporischschja)[6]Saporischschja/Ukraine: Bei einem russischen Gleitbombenangriff auf die ukrainische Stadt Saporischschja werden nach Angaben der Beobachtermission der Vereinten Nationen 13 Zivilisten getötet.[7]

### Samstag, 11. Januar 2025
- Most/Tschechien: Im tschechischen Most kam es am Abend in einem Restaurant zu einer Explosion, bei der sechs Menschen starben und acht weitere teils schwer verletzt wurden.[8]

### Sonntag, 12. Januar 2025
- Riesa/Deutschland: Die AfD trennt sich von der Jungen Alternative für Deutschland als Jugendorganisation der Partei.
- Kroatien: Zweiter Wahlgang der Präsidentschaftswahl
- Moroni/Komoren: Parlamentswahl auf den Komoren

### Montag, 13. Januar 2025
- Turin/Italien: Beginn der Winter World University Games (bis 23. Januar)
- China: Die chinesische Zentralbank kündigt Maßnahmen zur Stützung des Yuans an, nachdem Anfang Dezember die Rendite für zehnjährige chinesische Staatsanleihen unter zwei Prozent gefallen ist.[9]

### Dienstag, 14. Januar 2025
- Südpol: Die 21-jährige Norwegerin Karen Kyllesø erreicht als jüngster Mensch den Südpol.[10]
- Karlsruhe/Deutschland: Das Bundesverfassungsgericht fällt eine Entscheidung zur Übernahme der Polizeikosten bei Hochrisikospielen im Fußball.
- Kroatien/Dänemark/Norwegen: Beginn der Handball-Weltmeisterschaft der Männer 2025 (bis 2. Februar)

### Mittwoch, 15. Januar 2025
- Seoul/Südkorea: Der suspendierte Präsident Yoon Suk-yeol wird in seiner Residenz festgenommen, weil er im Vorjahr das Kriegsrecht verhängt hatte.[11]
- Bern/Schweiz: Bundesrätin Viola Amherd, Vorsteherin des Eidgenössischen Departements für Verteidigung, Bevölkerungsschutz und Sport, gibt den Rücktritt aus dem Bundesrat per Ende März 2025 bekannt.

### Freitag, 17. Januar 2025
- Frankfurt am Main/Deutschland, Rom/Italien: Die Lufthansa Group übernimmt endgültig die ITA Airways.[12]

### Sonntag, 19. Januar 2025
- Seoul/Südkorea: Das Bezirksgericht Seoul-West erlässt Haftbefehl gegen den suspendierten Präsidenten Yoon Suk-yeol.[13] Er kommt in Untersuchungshaft.[13]
- Vereinigte Staaten: TikTok stellt zuerst den Betrieb ein und kurz darauf nimmt die Plattform diesen Beschluss wieder zurück.
- Burgenland/Österreich: Landtagswahl im Burgenland  2025
- Israel, Gazastreifen & Westjordanland: Waffenruhe zwischen Israel und den Hamas (im Krieg in Israel und Gaza) tritt in Kraft.

### Montag, 20. Januar 2025

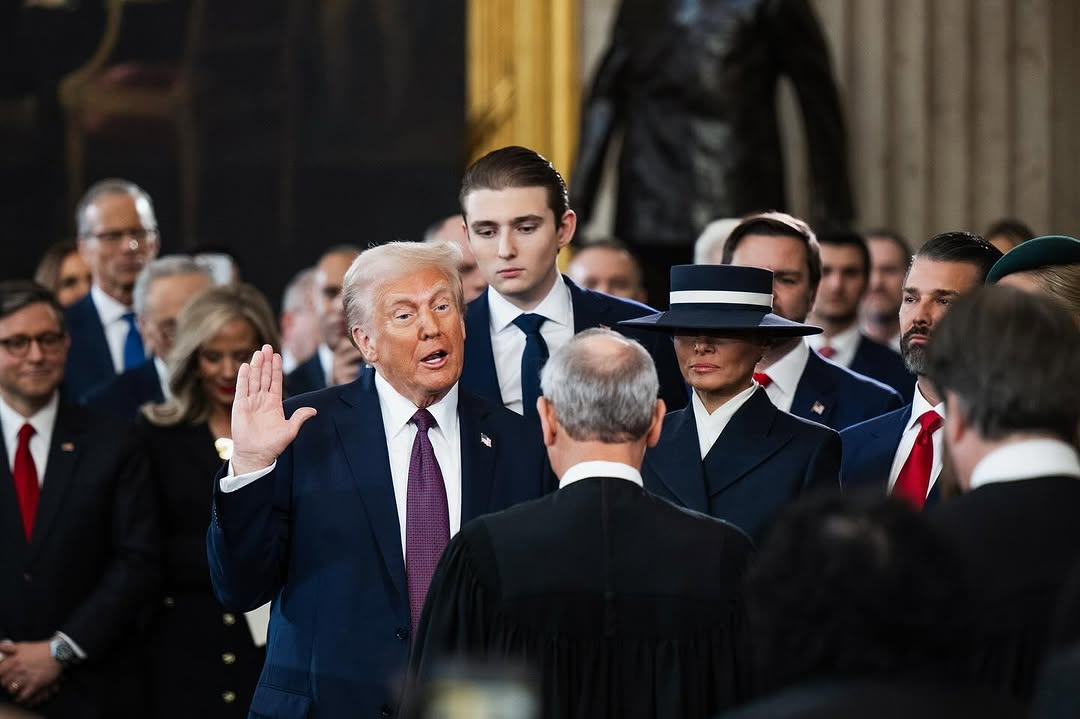
Donald Trump bei seiner zweiten Vereidigung als US-Präsident, 2025

- Donald Trump bei seiner zweiten Vereidigung als US-Präsident, 2025Washington, D.C./Vereinigte Staaten: Zweite Inauguration von Donald Trump
- Davos/Schweiz: Beginn des 55. Jahrestreffens des Weltwirtschaftsforums (WEF) (bis 24. Januar)
- Saarbrücken/Deutschland: Eröffnung des 46. Filmfestivals Max Ophüls Preis (bis 26. Januar)

### Dienstag, 21. Januar 2025
- Provinz Bolu/Türkei: Bei einem Brand in einem Hotel im Skigebiet Kartalkaya sterben mindestens 79 Menschen und weitere 51 werden verletzt.[14]

### Mittwoch, 22. Januar 2025
- Thailand: Die gleichgeschlechtliche Ehe wird legalisiert.[15]
- Aschaffenburg/Deutschland: Bei einem Messerangriff werden zwei Menschen getötet.

### Donnerstag, 23. Januar 2025
- Los Angeles/Vereinigte Staaten: Bekanntgabe der Nominierungen für die Oscarverleihung.

### Sonntag, 26. Januar 2025
- Belarus: Präsidentschaftswahl in Belarus 2025
- Linz/Österreich: Stichwahl um das Amt des Bürgermeisters zwischen Dietmar Prammer und Michael Raml.
- Niederösterreich/Österreich: Gemeinderatswahlen

### Mittwoch, 29. Januar 2025
- Prayagraj/Indien: Beim hinduistischen Fest Kumbh Mela kommt es zu einer Massenpanik unter den Gläubigen. Von etwa 36 Millionen Pilgern kommen mindestens 30 Menschen ums Leben und weitere 90 Personen werden verletzt.[16]
- Berlin: Im Deutschen Bundestag verhilft erstmals die AfD-Fraktion bei einer Abstimmung zur Mehrheit. Es ist ein Antrag der CDU-Fraktion zum Thema Migration. Das Ereignis wird an diesem Tag teils als Fall der Brandmauer bezeichnet, es gibt Spontandemonstrationen gegen den Vorgang mit mehreren Tausend Teilnehmenden.

### Donnerstag, 30. Januar 2025
- Washington/USA: Nahe der US-Hauptstadt Washington, D.C. kollidiert eine Passagiermaschine mit einem US-Militärhelikopter. Beim Absturz sind wohl alle Passagiere ums Leben gekommen. An Bord befanden sich 60 Fluggäste und 4 Crew-Mitglieder.[17] An Bord des Helikopters befanden sich drei Menschen.
- Leer/Mannheim: Aus Protest gegen einen Antrag auf Vorschlag der CDU-Fraktion, der am Vortag mit Stimmen der AfD-Fraktion eine Mehrheit im Deutschen Bundestag fand, kündigen Luigi Toscano und Albrecht Weinberg an, ihr Bundesverdienstkreuz zurückzugeben.
- Frankfurt am Main: Michel Friedman tritt aus der CDU aus.
- Berlin: Angela Merkel kritisiert Friedrich Merz öffentlich wegen seines Vorgehens im  Deutschen Bundestag am Vortag.
- Los Angeles/Vereinigte Staaten: Beim Benefizkonzert Fire Aid zu Gunsten der Brandopfer in Südkalifornien treten u. a. Stevie Wonder, Stevie Nicks, No Doubt (mit Gwen Stefani), Earth, Wind and Fire, Billie Eilish, Billy Crystal, Rod Stewart, John Mayer, Alanis Morissette, Green Day, John Fogerty, Joni Mitchell, P!nk, Katy Perry, Red Hot Chili Peppers, Sting, Olivia Rodrigo, Lady Gaga und Stephen Stills auf.[18]

### Freitag, 31. Januar 2025
- Berlin/Deutschland: Bei einer Abstimmung über das Zustrombegrenzungsgesetz im Deutschen Bundestag spricht sich eine Mehrheit der Abgeordneten gegen eine Verabschiedung aus.[19]
- Bellinzona/Schweiz: Das Bundesstrafgericht hat erstmals ein Schweizer Rohstoffkonzern wegen Korruption verurteilt.[20]
- N'Djamena/Tschad, Paris/Frankreich: Die französische Armee übergibt letzte Militärbasis und beendet somit seine seit über 60 Jahren dauernde Militärpräsenz im Tschad.[21]